# Густава Земгала гатве
Гу́става Зе́мгала га́тве (латыш. Gustava Zemgala gatve, дословно «Аллея Густава Земгала») — магистральная улица в городе Риге, проходящая по территории Видземского предместья и Северного района. Начинается в Пурвциемсе от улицы Дзелзавас, проходит преимущественно в северном направлении и заканчивается примыканием к проспекту Виестура. Общая длина улицы составляет 5381 метр.
Названа в честь Густава Земгалса, президента Латвии в 1927—1930 годах.
Сформирована в 2008 году на основе реконструированной части улицы Вайрога, с её продлением в обоих направлениях. Является основной составной частью создаваемой Восточной магистрали.
В 2011 году завершено строительство двухуровневой развязки Густава Земгала гатве с улицами Гауяс и Кишэзера. В 2021 году начаты работы по соединению Густава Земгала гатве с улицей Браслас.

## Прилегающие улицы
Густава Земгала гатве пересекается со следующими улицами:
- Улица Дзелзавас
- Улица Старкю
- Улица Иерикю
- Улица Унияс
- Улица Вайрога
- Улица Раунас
- Бривибас гатве
- Улица Ропажу
- Улица Гауяс
- Улица Кишэзера
- Проспект Висбияс
- Улица Вароню
- Проспект Межа
- Проспект Виестура

## Общественный транспорт
- От перекрёстка с улицей Иерикю до конца Густава Земгала гатве, то есть почти на всём её протяжении, курсирует автобус 58-го маршрута.
- На участке от перекрёстка с Бривибас гатве до развязки с улицами Гауяс и Кишэзера курсирует автобус 48-го маршрута.
- Ряд маршрутов разных видов транспорта проходит по Густава Земгала гатве на небольшом участке от улицы Иерикю до улицы Дзелзавас (в одном направлении).